# Salsitxa de Tolosa

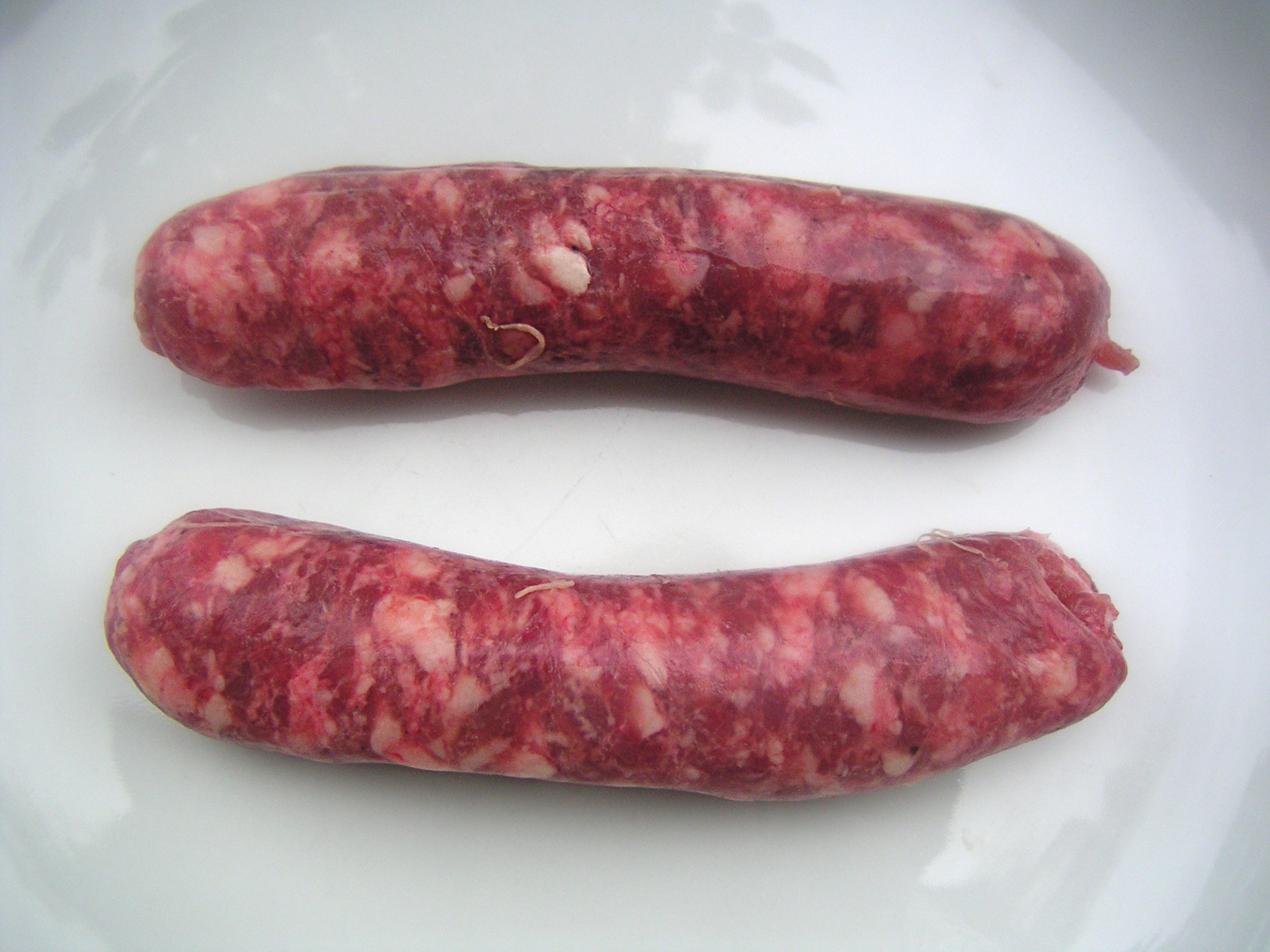
Salsitxa de Tolosa

La salsitxa de Tolosa (salsissa de Tolosa en occità) és un tipus de botifarra crua típica de Tolosa. Està feta de carn magra de porc (almenys un 75%), sal, pebre i budell prim. Normalment no conté conservants.
S'utilitza com a ingredient d'algunes receptes de caçolet, o es pot fer a la brasa o en confit.
Ara per ara no tindria denominació protegida i diferents variacions de la recepta original poden ser venudes sota el mateix nom. Algunes organitzacions de productors han proposat una etiqueta Label Rouge.